# アウディ・R8 (市販車)
R8 (Audi R8) は、ドイツの自動車メーカーアウディが製造・販売していたクーペ型のスポーツカーである。ランボルギーニ・ガヤルド、ランボルギーニ・ウラカンとはメインフレームやエンジンブロックなどのベース部品を共有する兄弟車の関係にある。

## 初代 （2006年-2016年）
2003年のフランクフルトモーターショーで発表されたコンセプトカー「ル・マン クワトロ」をベースにしたスポーツカー。
ボディにはASF（アウディ・スペース・フレーム）を採用し、ボディのみで210kgと軽量である。また、エンジンフレームの一部にASFとしては初めてマグネシウムを採用している。ボディはほとんど手作業で作られ、さらにX線でミクロン単位まで溶接部をチェックするなど、細部にわたってこだわっている。ランボルギーニ・ガヤルドはメインフレームやエンジンブロックなどのベース部品を共有する事実上の兄弟車である。
エンジンは、4.2L FSI 直噴 V8 DOHCを搭載。最高出力420ps/7,800rpmを発生する。またエンジン潤滑はドライサンプ方式で、エンジン搭載位置を下げることで低重心化に貢献している。
トランスミッションは6速Rトロニックを採用。これは、メカニカルギアボックスと電動油圧クラッチを組み合わせたもので、ATモードとMTモードが選択できる。
サスペンションは前後ともダブルウィッシュボーンで、標準搭載のガス封入式ショックアブソーバーと、アウディ マグネティック ライドをオプションで選択可能。ショックアブソーバーに磁性体を含んだフルードを封入しており、磁力でフルードをコントロールすることで素早く繊細なサスペンション制御を可能にし、ダンピング特性が異なる「スポーツ」と「ノーマル」の基本モードを用意して、日常の走行からスポーツドライビングまで広くサポートする。
ドイツ・ネッカーズルムのネッカーズルム工場で1日20台ペースで生産される。
先に本国ドイツやヨーロッパで発売され、日本でも2007年7月から価格1,670万円で発売。日本では当初、左ハンドル/4.2L V8FSI/6速Rトロニックの仕様のみが発売されたが、2009年2月17日より6速MT仕様を追加。なおR8の販売は日本国内のアウディ正規ディーラーの中でもごく一部の店舗の限定となっている。
2009年1月に開催されたデトロイトショー2009では、『5.2FSIクワトロ』を発表。同モデルは最高出力525ps/8,000rpmを発生する高回転型5.2L V10エンジンを搭載した他、フロントグリルのクローム処理やフロントエアインテークの大型化など、外観にも変更が施されている。価格は1,994万円で、同年4月より予約受付を開始。
2010年10月6日に5.2FSIクワトロをベースとしたオープンモデル『スパイダー5.2FSIクワトロ』が発売。価格は2194万円。
当初、R8の右ハンドル車はスパイダーのみだったが、2010年10月26日にクーペモデルの一部改良により、こちらも右ハンドル車が追加されたために以降では左右どちらのハンドルも選択できるようになった。
2012年3月には軽量化とエンジンチューンを施した『GTスパイダー』を全世界333台限定で発売。日本向けは10台。価格は3,064万円。
2013年3月、新型トランスミッションを搭載した2013年モデルを発表。7速デュアル・クラッチ・トランスミッション「Sトロニック」を搭載し、0-100km/hを3.6秒にまで縮めるという進化をもたらした。フェイスリフトも行われている。価格は4.2L V8モデルが1799万円、5.2L V10モデルが2119万円、5.2L V10 Spyderが2339万円。

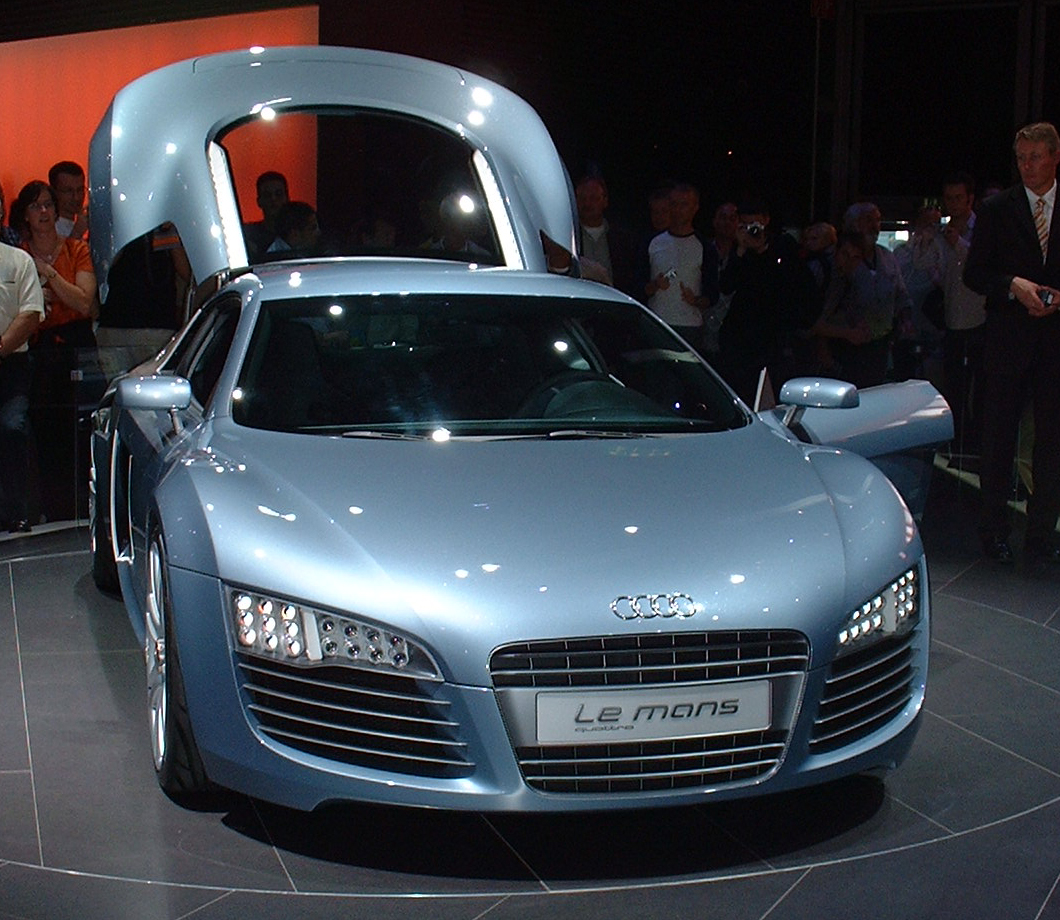
コンセプトカーのルマンクワトロ
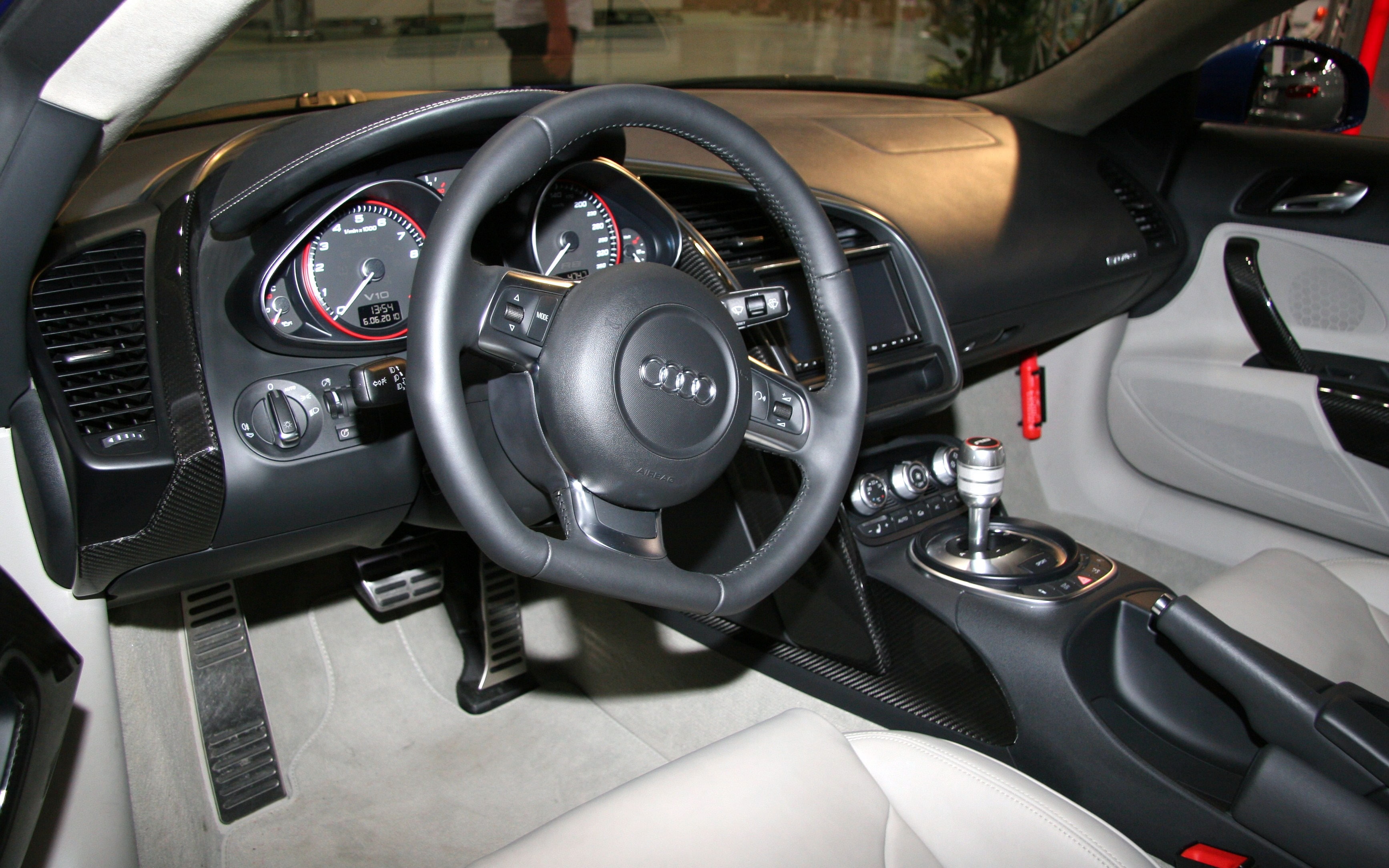
インテリア
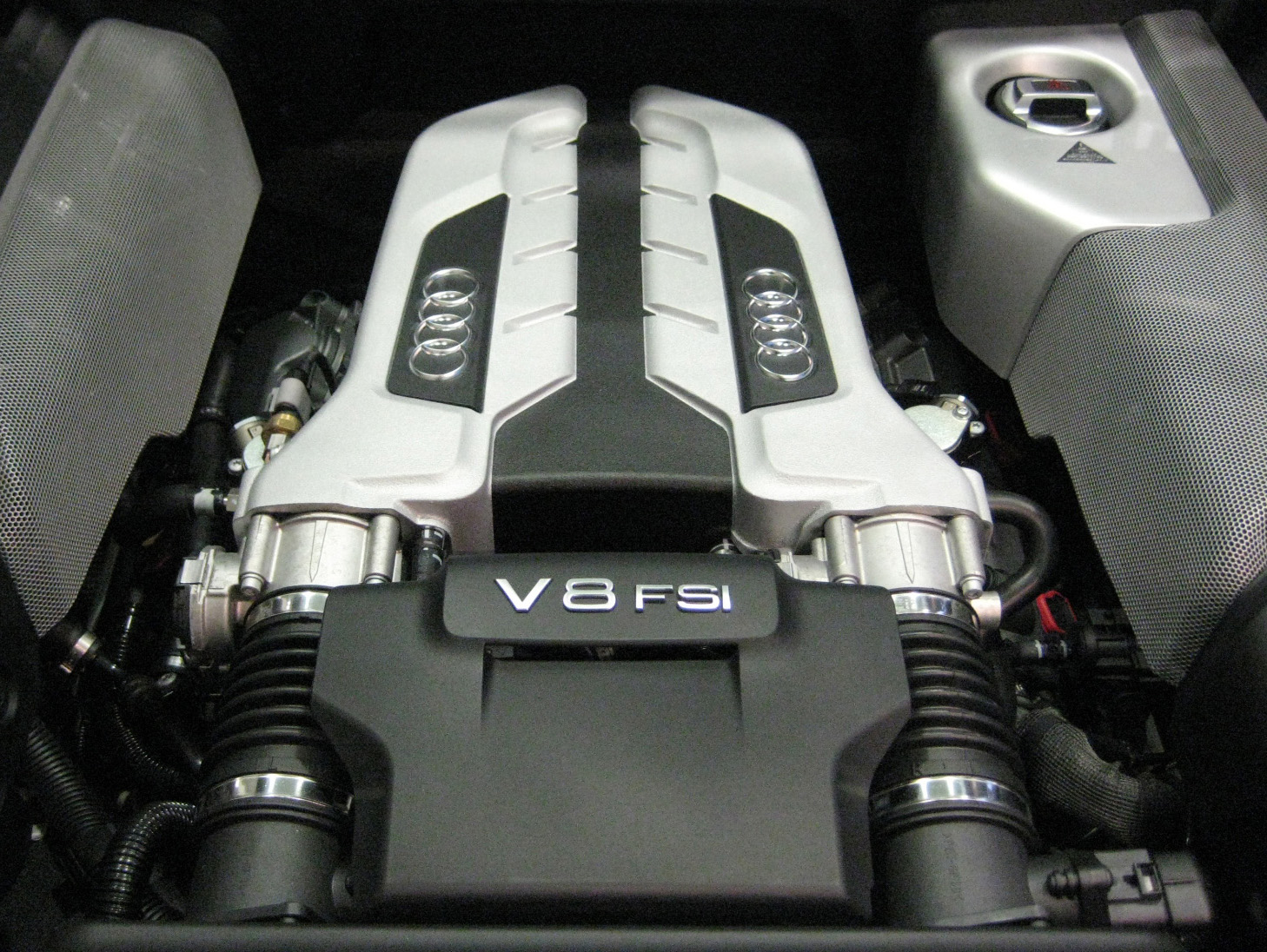
V8エンジン
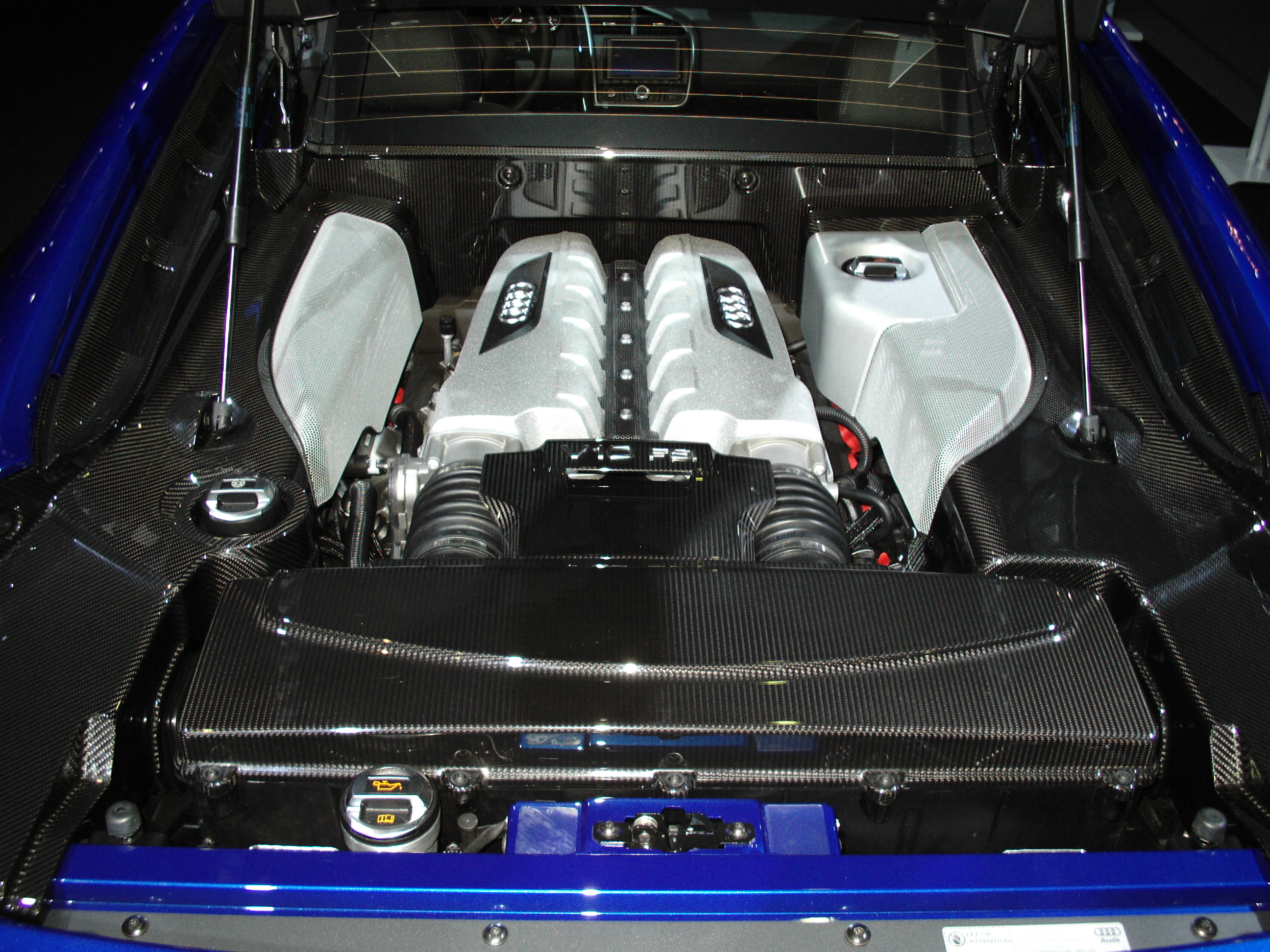
V10エンジン

### バリエーション

#### R8 LMS

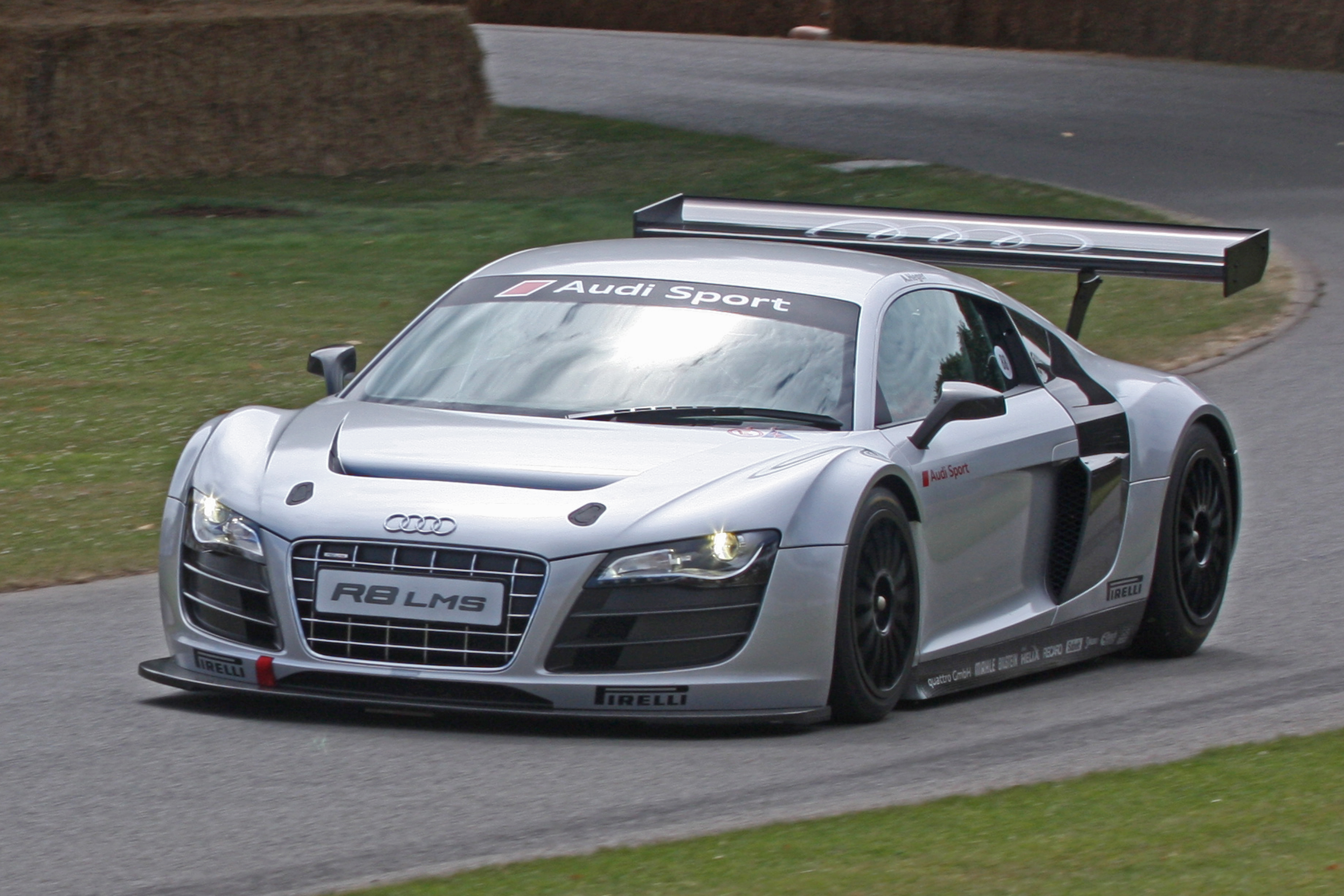
R8 LMS

市販車のR8をベースとしたFIA GT3クラスのレーシング仕様。レーシングカーのR8とは異なる。ニュルブルクリンク耐久シリーズや、2011年に日本のスーパー耐久 ST-Xシリーズに参戦。また、SUPER GTのGT300クラスに2012年シーズンからゲイナーおよびaprが2012年モデル・LMSウルトラで、一ツ山レーシングがスーパー耐久やGTアジア、ILMCなどで使用していたLMSにアップデートキットを組み込み、2台体制で参戦した。

#### R8 e-tron クワトロ

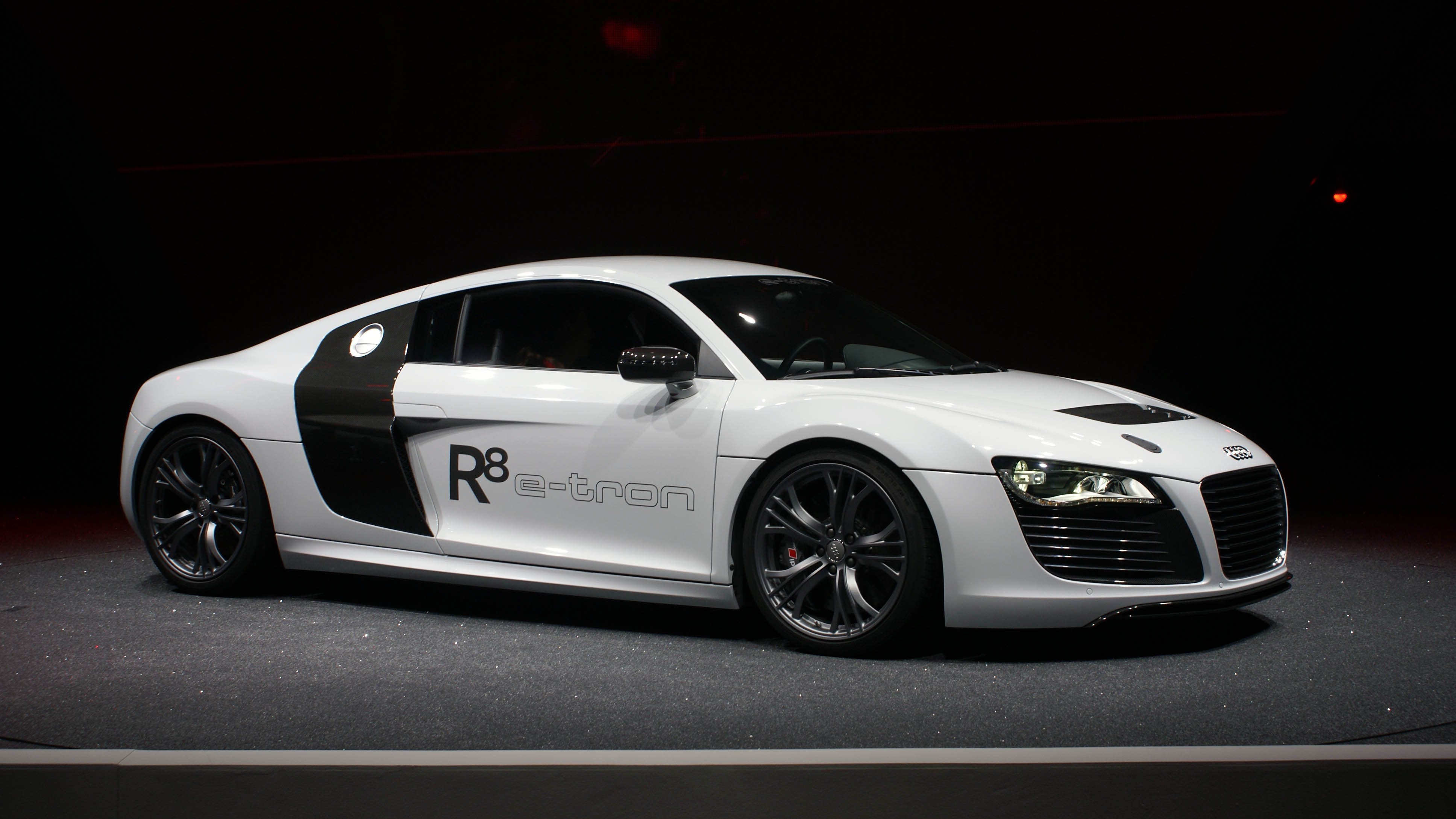
R8 e-tron

R8をベースとした電気自動車。53 kWhの容量を持つリチウムイオンバッテリーが採用され、最高出力313 ps、最大トルク500 kgmを発生する。2012年後半の市販化を予定し、10台が生産され社内テストに供されたが、バッテリーの進化が遅く十分な性能が発揮できなかったこともあり、市販されなかった。

## 2代目 (2016年-2023年)
2016年3月、フルモデルチェンジにより2代目となった「アウディR8クーペ」を発表した。
エンジンは自然吸気V型10気筒、5.2Lエンジンを搭載。前型に用意されていたV8エンジンは廃止されたが、アウディによると検討はされているとのこと。トランスミッションは、デュアルクラッチギアボックスの7段Sトロニック。これに電子制御油圧多板クラッチを用いたフルタイム4WDのクワトロが組み合わされる。
ボディ構造には引き続きASFを採用するが、旧型がアルミのみを用いていたのに対し、新型ではアルミとCFRP（炭素繊維強化プラスチック）を組み合わせることで、フレーム単体重量を200kgに抑えながらボディー剛性を40％向上している。
ランボルギーニ・ウラカンはメインフレームやエンジンブロックなどのベース部品を共有する事実上の兄弟車である。
日本には最高出力540PSの「R8 V10」と、そのハイパワーバージョンにあたる最高出力610PSの「R8 V10 plus」が導入されている。いずれもレブリミット8700rpmの高回転型自然吸気ユニットで、0-100km/h加速はR8 V10が3.5秒、R8 V10 plusでは3.2秒と公表されている。価格は「R8 V10」が24,560,000円、「R8 V10 plus」が29,060,000円。2017年7月上旬から、オープンモデルの「スパイダー」も発売された。
アウディは、2019年4月17日に米国で開幕するニューヨークモーターショー2019において、改良型『R8』を初公開すると発表した。エンジンは、引き続き自然吸気の直噴5.2L V型10気筒ガソリンエンジンが、強化された上でミッドシップに搭載される。ベースグレードの「R8 V10クワトロ」では、最大出力が540hpから570hpに30hp向上。最大トルクは55.1kgmから56.1kgmへ、1kgm引き上げられた。0～100km/h加速は、クーペが3.4秒、スパイダーは3.5秒。最高速は、クーペが324km/h、スパイダーは322km/hに到達する。

2023年限りの生産終了が発表がされて、2022年10月4日に発表されたR8 GTが最後のモデルとなった。

### バリエーション

#### R8 LMS

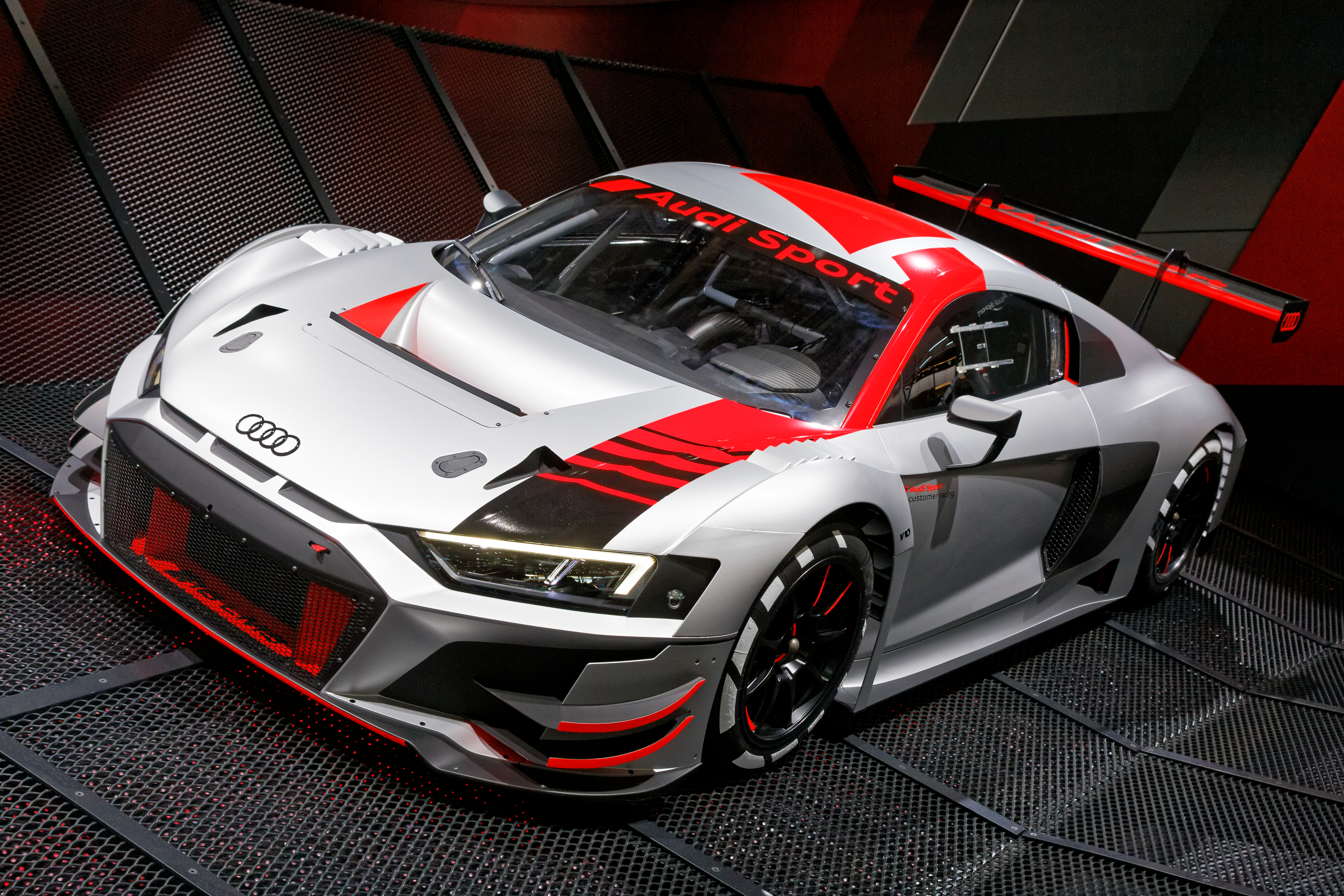
R8 LMS Evo

ベース車両の2代目への移行に伴いFIA GT3仕様のR8 LMSも2代目に移行した。レース仕様のV10エンジンは、430 kW (577 hp; 585 PS) の最高出力を発揮。GT3のレギュレーションにより、標準の四輪駆動システムを取り除き、後輪駆動とている。重量はわずか1,225 kg (2,701 ポンド) になる。
2015年のニュルブルクリンク24時間レースでのデビュー戦においてクラス優勝および総合優勝を遂げている。2019年には発展版であるEvoが投入され、2022年には更なる進化を遂げたEvoⅡが投入されたが、翌2023年にはF1にリソースを集中させるためにSRO GT2/GT3/GT4/TCRのレーシングカー事業の大幅な縮小を発表、2023年限りでファクトリー参戦を終了し、R8 LMSの生産も2024年初頭に終了する事となった。以後は既存のカスタマーチームへのサポートのみ継続される。

#### R8 e-tron クワトロ

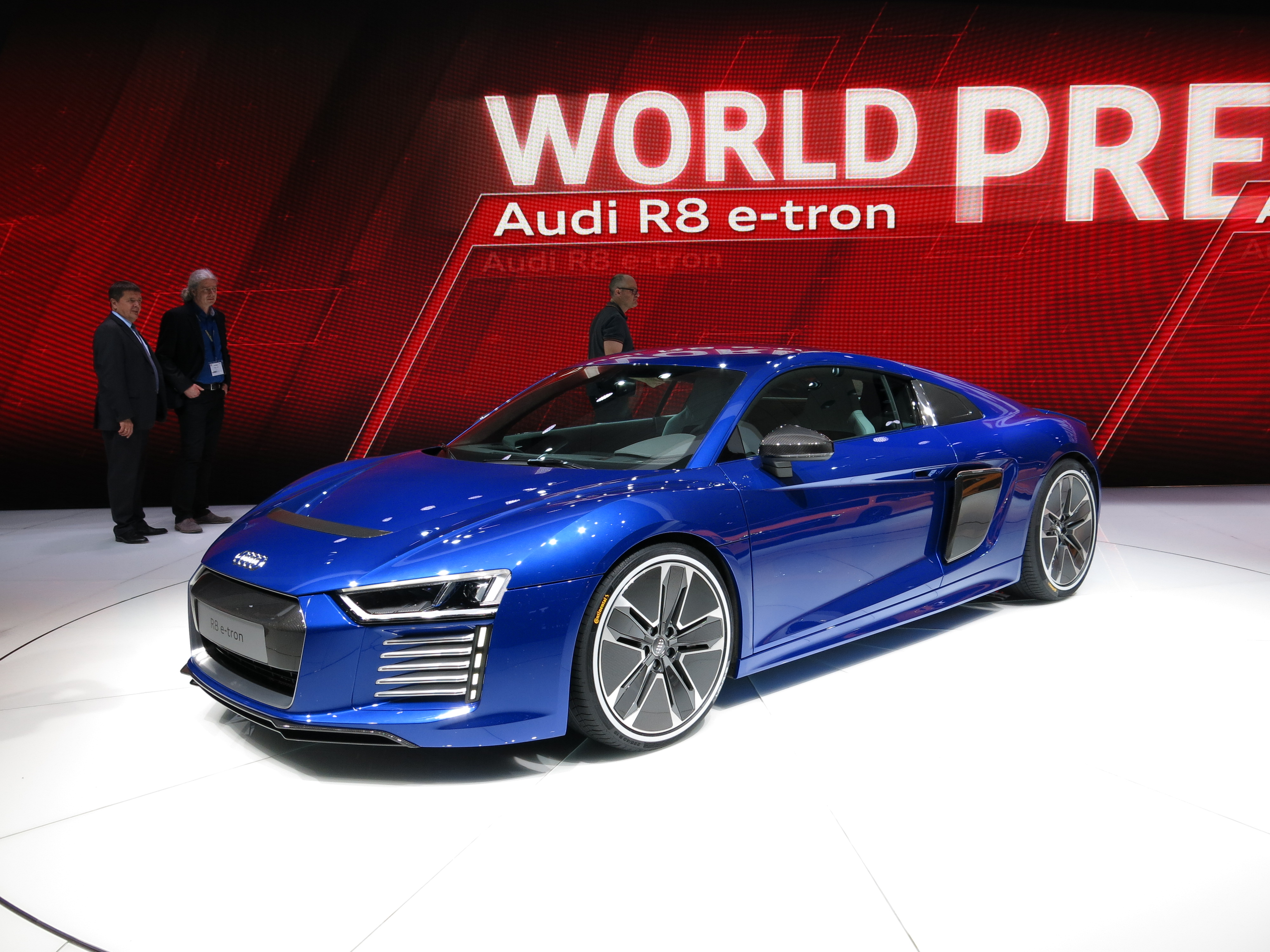
R8 e-tron

2015年のジュネーブモーターショーにて発表された後、欧州で同年6月から顧客向けの受注が開始されたが、受注開始から1年以上の間に数十台しか売れておらず、全体で100台未満の販売台数で生産終了となった。

#### R8 RWS
RWSは「Rear Wheel Series（後輪駆動シリーズ）」の略で、R8史上初にして、現行アウディラインナップ唯一の後輪駆動モデル。クーペとカブリオレの合計で999台の限定生産となる。

#### R8 V10 plus Neuburg Edition
アウディは、オーストラリア向けのアウディR8の限定車、Neuburg Editionをわずか10台だけ生産すると発表した。
余分なカーボンは他のトリム部品やリアウイングにも及んでいる。 エクステリア・カラーは、3色のメタリック・カラー（タンゴ・レッド、ミトス・ブラック、スズカ・グレー）、またはパールセント仕上げのデイトナ・グレーのいずれかに限定される。
インテリアでは、ノイブルグがさらにカーボングッズを獲得している。 「ドアシルトリムにはイルミネーテッドアルミニウムインレイが施され、アウディ専用にカスタマイズされたインレイには車両の製造番号が刻まれている。 ナッパレザー張りのシートには、ブラックアルカンターラのハイライトが施され、レッドダイヤモンドステッチがコントラストを添えています。 ブラックアルカンターラは、リアウォール、パーセルシェルフ、フラットボトムステアリングホイール、シフトゲーターにも続き、そこにもレッドステッチが施されています。

#### R8 Coupe V10 plus "selection 24h"
限定24台となる特別仕様の"セレクション 24h"は、2009年以来国内及び国際レースで323勝を記録する「アウディ R8 LMS」へのオマージュ。
テクニカルパッケージには、ダイナミックステアリング、アウディ・マグネティックライド（アダプティブダンパーコントロールシステム）、アウディ・レーザーライトが含まれる。
成功した「R8 LMS」を想起させるボディカラーは"スズカグレー"をベースとし、"ミュトスブラック"と"ミサノレッド"がハイライトとなるトリコロール仕上げ。
エクステリアの特徴は、グロス仕上げのカーボンファイバー製となるフロントスポイラー、エクステリアミラーハウジング、サイドブレード、エンジンコンパートメントカバー、リアウィング、リアディフューザー。
サイドブレードには"R8 24h"ロゴが印される。
その他、ブラックトリムが印象的なスポーツエキゾーストシステムのテールパイプ、グロスアンスラサイトブラックカラーとなる10スポークYデザインの20インチ鍛造アルミニウムホイール。
インテリアの特徴は、フルレザー仕上げ、ローターグレーカラーのトリム、アルカンタラ製ヘッドライニング。
イルミネーション付きドアシルトリム及びエアベントとアウディ・バーチャルコックピットを囲むエクステンデッドインレーは、グロス仕上げのカーボンファイバー製。エクステンデッドインレーには"R8 24h"ロゴが印される。
また1から24のシリアルナンバーが示される。
限定仕様の専用装備は、路面上に"R8"ロゴを投影するドアのエントリーライト。

#### R8 V10 Plus Exclusive Edition
2016年LAオートショーでアウディは、人間の目をはるかに超えて見る新しい革新的なレーザー光技術を搭載した2017 Audi R8 V10 Plus Exclusive Editionを25台中1台発表した。 229,200ドルのこのスーパーカーは、カーボンファイバーでパワーアップされ、ユニークなソーラーオレンジのハイライトが入ったクァンタムグレーで登場します。 各モデルには、チタニウム・ブラック・オプティック・エクステリア・パッケージ、ハイグロス・アンソラサイト仕上げの20″10スポーク・Yデザイン・スピン、特別なグロス・アンソラサイト・フロントグリルが装備される。 また、カーボン製サイドブレードにはソーラーオレンジ塗装の縦ストライプが施され、レーシングシェルシートを引き立てている。
各ヘッドライトには、4つの高輝度レーザーダイオードで作動するレーザーモジュールが1つずつ組み込まれている。 各モジュールは、これらのダイオードを束ねて波長450ナノメートルの青色レーザービームにする。 その後、蛍光体コンバーターが青色レーザービームを非常に明るく純粋な白色光に変換する。 R8エクスクルーシブ・エディションは、アウディ車として初めて、レーザー光線をダイナミック・フロント・ターンシグナルと組み合わせたモデルでもあります。

#### R8 Decennium
2019年8月24日、同社の市販モデルとして過去最高の最高出力620PSを発生するV10エンジンを搭載した新型「R8」を発表するとともに、鈴鹿サーキットで開催されている「鈴鹿10時間耐久レース」の会場でV10エンジン10周年記念限定モデル「R8 Decennium（デセニウム）」を公開した。世界で222台の限定生産で、日本国内の割当は10台の予定（クーペモデルの左ハンドル仕様のみの設定）。価格は3091万円（消費税10％込）。

#### R8 Green Hell
アウディは2020年9月22日、『R8』（Audi R8）に「グリーンヘル」を設定し、世界限定50台を販売すると発表した。
車名のグリーンヘルとは、ドイツのサーキット、「ニュルブルクリンク」の愛称だ。山間にある過酷なサーキットであることから、グリーンヘル（緑の地獄）と呼ばれる。アウディはR8のレーシングカー、「R8 LMS」で、ニュルブルクリンク24 時間耐久レースに参戦している。
アウディR8 LMSは2012年以来、ニュルブルクリンク24時間耐久レースにおいて、5回の総合優勝を達成している。これを祝福して、アウディはR8にグリーンヘルを設定し、世界限定50台を発売する計画だ。レーシングカーのアウディR8 LMSをモチーフにした外装が特長になる。
エクステリアは、濃い緑の「ティオマングリーン」で塗装された。オプションで、イビスホワイト、デイトナグレー、ミトスブラックも選択できる。フロントフードやルーフなどには、R8 LMSを思わせるマットブラックのストライプが添えられる。
「GREEN HELL R8」のグロスブラックのロゴが、サイドブレードとフロントガラスに入る。マットブラックのスタイリングパッケージは、フロントブレード、サイドシル、ディフューザーに専用アクセントを追加し、サイドブレード、ミラーハウジング、リアウィングも同じ仕上げとなる。5ツインスポークデザインの20インチホイールもマットブラック塗装だ。スポーク部分には、赤をアクセントに使う。
インテリアは、軽量バケットシートを装備した。センターパネルはアルカンターラ仕上げ。アルカンターラは、ステアリングホイール、デジタルディスプレイのフード、ドアのアームレスト、ニーパッド、センターアームレストにも使用された。青緑色の「カイラッシュシダ」のステッチが付く。インストルメントパネル、ドアハンドル、ドアレール、フロアマットにも、対照的な色のステッチが添えられた。フロアマットには「GREEN HELL R8」のロゴ入りだ。

#### R8 Coupé Japan final edition
アウディ ジャパンは2023年12月14日、フラグシップスポーツクーペ「R8」の日本における最終限定モデル「R8 クーペ Japan final edition（ジャパン ファイナル エディション）」を発売した。8台のみの限定モデルとなり、価格は3508万円。
ジャパン ファイナル エディションは日本のユーザーのために作られたといい、ボディカラーには上質で柔らかなアイビスホワイト マットを採用。これにハイパフォーマンスを暗示するセラミックブレーキのグロスレッドキャリパーを組み合わせ、日本古来の紅白の華やかさを演出した。足下にはもう1つのテーマカラーである金に見立てたマットブロンズポリッシュトのAudi Sport製20インチ5エヴォスポークデザインのアルミホイールを装備。これらにより白・赤・金という日本の伝統に通じる3色を組み合わせ、日本マーケット専用の特別感ある限定車に仕上げたという。

#### R8 GT
最高出力620psを発揮する5.2リッターV型10気筒自然吸気を搭載、アウディブランド史上最もパワフルな後輪駆動モデルとなる。世界限定333台、すべての車両にシリアルナンバーが刻印される。2023年からディーラーでの販売がスタートし、価格は22万5000ユーロからとなっている。アウディ R8 クーペ V10 GT RWDは、333台がドイツ・ネッカーズルムのベーリンガーホフ工場においてハンドメイドで製造される。

### ワンオフモデル

#### The Audi R8 Star of Lucis
下述のKINGSGLAIVE FINAL FANTASY XVにも登場する実車が、税別5,000万15円で1台のみ販売された。

## その他
ナショナルジオグラフィックの「世界の巨大工場 - アウディ」によると、R8は一日20台が生産され、そのほとんどが熟練工により手作業で製造されているという。
マーベル・シネマティック・ユニバースにおいては一部作品においてトニー・スタークの愛車として登場しているが、2008年に公開された『アイアンマン』で初代クーペが登場した際には制作者の予想以上に頑丈であったためラストシーンが一部変更になった。